# Factor g (intel·ligència)
El factor g (també conegut com a factor general d'intel·ligència ) és un constructe desenvolupat en investigacions psicomètriques sobre les habilitats cognitives i la intel·ligència humana. És una variable que condensa diverses correlacions positives entre diferents tasques cognitives i que demostra que dos individus poden comparar-se partint del com es desenvolupen en qualsevol tipus de tasca cognitiva, fins i tot sent aquesta diferent per a cadascú. Als tests d'intel·ligència el factor g tot sol suposa entre el 40 i el 50% de les diferències entre individus, per la qual cosa és habitual que les puntuacions obtingudes en aquests tests siguin contemplades com a estimacions d'un “estatus intel·lectual” dels individus basat en el factor g.

## Història
La seva existència va ser proposada per primera vegada pel psicòleg anglès Charles Spearman al començament del segle xx, arran dels seus estudis publicats el 1904 ( General intelligence, objectivelly determined and measured ), que indicaven que els resultats acadèmics mostraven una correlació positiva amb les proves de discriminació perceptiva (concretament de tipus visual, auditiva i tàctil), treball considerat per molts autors com la base de l'estudi de la intel·lectual.
Partint de les seves investigacions, Spearman va observar que diversos mesuraments de la capacitat dels nens per a assignatures aparentment no relacionades entre si es trobaven correlacionades positivament,  a més que es podia establir una relació jeràrquica entre elles. D'aquesta manera, va concloure que aquestes correlacions reflectien la influència d'una habilitat mental general subjacent als resultats de tota mena de tests mentals. A més a més, va suggerir que el rendiment mental podia ser conceptualitzat en termes d'un factor d'habilitat general, que va anomenar g i d'un ampli nombre de petits factors d'habilitats concretes per a una tasca determinada.
Tot i que la seva existència ha estat qüestionada per diversos autors, les evidències empíriques més recents constaten que aquesta és sòlida, fins al punt de ser un dels constructes més acceptats pels investigadors. A Spearman se li ha de reconèixer, per tant, la formulació d'un model empíric de la intel·ligència i el disseny d'una metodologia d'anàlisi de les dades, actualment plenament vigents i que han influït en nombrosos investigadors de la intel·ligència i d'altres camps.

## Anàlisi de factors i model bifactorial
La raó per la qual Spearman va poder arribar al factor g va ser gràcies a l'anàlisi factorial, procediment estadístic que va crear juntament amb Louis Leon Thurstone i que forma part de les tècniques matemàtiques emprades per representar correlacions entre tests d'intel·ligència. Mitjançant ell es pot agrupar la variació d'un determinat grup de variables observables en un conjunt de variables latents (no observables) anomenades dimensions, components o factors.
El seu objectiu, per tant, és simplificar la matriu de correlacions emprant factors hipotètics subjacents per explicar els patrons. Quan les correlacions de la matriu són positives (com és el cas de les del CI), l'anàlisi factorial generarà un factor comú a tots els tests, que en el cas dels de CI serà el factor g.
Al principi, Spearman va formular un model d'intel·ligència en el qual les variacions en les puntuacions dels tests d'intel·ligència eren explicades per dos tipus de variables:
- En primer lloc, els factors específics per a cada test (anomenats "s").
- En segon lloc, un factor g que té en compte les correlacions positives entre tests.

Aquest model es coneix com el model bifactorial de Spearman, i influirà en models factorials posteriors, com el de Cattell o el de Carroll.

## Tests cognitius
Els tests cognitius estan dissenyats per mesurar diversos aspectes de la cognició, sent àrees específiques del seu mesurament l'habilitat logicomatemàtica, la fluïdesa verbal, la visió espacial, o la memòria entre d'altres. Spearman va ser el primer a observar que els individus que sobresortien en un determinat tipus de test tendien a tenir un excel·lent resultat en altres, així com que aquells que ho feien pitjor en un tendien al seu torn a fer-ho també malament a la resta, independentment del contingut dels tests.
Aquest descobriment ha estat corroborat nombroses vegades, ja que malgrat les àmplies diferències en els continguts dels tests, sempre s'han trobat correlacions positives a les matrius dels seus resultats, arribant a ser descrit com “el resultat més constatat en la història de la psicologia”.

## La Llei de Spearman de Rendiments Decreixents
La Llei de Spearman de Rendiments Decreixents, o de Retorns Decreixents (Spearman's Law of Diminishing Returns, SLODR), va ser originalment proposada per Charles Spearman el 1927 i sosté que el pes del factor g tendeix a dissipar-se conforme el nivell d'habilitat cognitiva augmenta. Aquesta afirmació la va fer sobre la base de l‟observació dels resultats dels tests d‟intel·ligència en nens i adults. Per exemple, els nens considerats normals presentaven una correlació mitjana de.466 en 12 tests d'habilitats cognitives, mentre els nens amb més dificultats en presentaven una del.782.
Diversos investigadors han corroborat aquesta llei al llarg dels anys,  malgrat que la literatura mostri també resultats inconsistents.
Segons postures que es poden llegir en investigacions recents, aquesta teoria ha perdut vigència, ja que els mètodes tradicionals de mesura donen dades que no es corresponen amb les que s'obtindrien amb les actuals -entre altres raons, per establir un punt de divisió entre un grup normal i un no normal sobre la base d'un valor arbitrari.
Un estudi metaanalític ha proveït suport a aquesta llei. Segons aquest, d'una banda, el factor g disminueix a mesura que augmenta el CI i, de l'altra, augmenta entre edats mitjanes i avançades. Aquest estudi afirma que la correlació mitjana esperada per a mostres més grans que altres en dos desviaments estàndard de QI mitjà (és a dir, més grans en 30 QI ) decreix en aproximadament.15 punts.

## Teories sobre el possible origen
Tot i que l'existència de g com una regularitat estadística és un fet innegable i àmpliament acceptat entre els experts, no hi ha consens sobre allò que causa les correlacions positives que li donen lloc. S'han donat diverses explicacions:
- Energia mental o eficiència: Charles Spearman va arribar a la conclusió que les correlacions als seus tests reflectien la influència d'un factor causal comú, una habilitat mental general que es veia implicada en l'execució de tota mena de tasques cognitives, el factor g. La seva hipòtesi és que g era equivalent a “energia mental”. Si bé és cert que Spearman es va mantenir sempre agnòstic respecte a la seva naturalesa, ho va fer amb l'esperança que en un futur es donés a conèixer la naturalesa fisiològica exacta d'aquest factor.[14]

- Teoria del mostreig: L'anomenada teoria de mostreig, originalment desenvolupada per by E. L. Thorndike i Godfrey Thomson, proposa que l'existència de les correlacions positives que donen lloc a poden ser explicades sense referència a una capacitat unitària subjacent. D'acord amb aquesta teoria, hi ha un nombre de processos mentals no relacionats entre ells, i tots els tests obtenen mostres diferents d'aquests processos. El problema apareixeria quan els tests, a causa de la seva incapacitat de mesurar capacitats amb més grau de precisió, generarien correlacions.[15]    Estadísticament, ha estat demostrat que el model de Spearman de gi el model de mostreig no són distingibles entre si, ja que tots dos són igualment capaços de generar correlacions entre tests. La teoria del mostreig és també consistent amb l'observació que les tasques més complexes mentalment tenen més càrrega en el factor g, ja que generalment esperem que les tasques més complexes involucrin un rang més gran d'elements neurals, i que per tant tingui molt en comú amb altres tasques.[14] Alguns investigadors creuen que el model de mostreig invalida ag com un concepte psicològic, ja que el model suggereix que els factors de g derivats de diferents bateries de tests simplement reflecteixen els elements compartits dels propis tests a cada bateria en lloc d'un factor g comú a tots ells. De la mateixa manera, les altes correlacions que s'han trobat entre diferents bateries podrien ser degudes al fet que aquestes mesuren el mateix conjunt d'habilitats, en comptes de mesurar la mateixa habilitat. Els detractors d‟aquesta teoria sostenen que aquesta teoria és incongruent amb certes evidències empíriques. Segons la teoria del mostreig, potser allò esperat és que els tests cognitius més propers entre si es trobin altament correlacionats, mentre que aquells que no tinguin res a veure no. No obstant això, és ben sabut que els tests de retenció numèrica “backward” i “forward” (Forward és recordar una seqüència de números a l'ordre d'esquerra a dreta, i backward de dreta a esquerra) es troben més aviat poc correlacionats, mentre que altres completament diferents entre si, com poden ser els tests de vocabulari i les matrius de Raven. Una altra problemàtica que troba la teoria del mostreig és que el dany cerebral sovint porta a desordres cognitius concrets en lloc d'un desordre general, que potser és el que caldria esperar segons aquesta teoria.[16]

- Mutualisme: El model mutualista de g proposa que els processos cognitius no es trobin relacionats inicialment, ja que conforme es va donant el desenvolupament individual, les correlacions positives van sorgint. Per tant, no hi ha un sol procés o capacitat subjacent a les correlacions positives entre tests. El que sosté la teoria és que durant el desenvolupament qualsevol procés particularment eficient beneficiarà altres processos, amb el resultat que aquests alhora acabaran estant correlacionats amb un altre. Això seria degut al fet que es van generant relacions beneficioses mútues entre processos cognitius. D'aquesta manera, els alts graus de coeficient intel·lectual en determinades persones podrien derivar a partir d'uns punts de partida força diferents.[17][18]  Els detractors d'aquesta teoria han argumentat que les correlacions observades entre la capacitat de mesura de gi els coeficients d'heretabilitat dels subtests són un problema amb què aquesta teoria ha de bregar.[19]